# Sound + Vision (álbum)
Sound + Vision es una caja recopilatoria del músico británico David Bowie, publicado por Rykodisc en 1989. Por el final de la década de los 80s, los derechos del catálogo anterior a 1983 de Bowie (originalmente lanzadas por Philips Records, Mercury Records y RCA Records) volvieron a ser de Bowie y su nueva empresa de gestión MainMan. Rykodisc se había aproximado a Bowie en 1988 para relanzar los álbumes en CD y Bowie aceptó, y en septiembre de 1989 la caja recopilatoria fue publicada. Por Abril de 1990, la recopilación había vendido 200,000 copias, que, para una caja recopilatoria que costase entre $50–$60 (o unos $110 en la actualidad) era considerada "fenomenal".

## Contenido
Sound + Vision fue originalmente concebido en enero de 1988 como una retrospectiva de su carrera, moldeado como Biograph de Bob Dylan y Crossroads de Eric Clapton. Principalmente basada en el repertorio de canciones de la gira de Serious Moonlight, contiene pocos de los grandes éxitos de Bowie en su formato original, en lugar opta frecuentemente por demos, versiones en vivo e incluso una versión en alemán de "Heroes". Las "rarezas", incluidas originalmente en la edición de 1989 de Sound + Vision (la versión de sencillo de "Wild Eyed Boy from Freecloud" y de "Rebel Rebel", y las tomas descartadas de "London, Bye, Ta-Ta", "Dodo", "After Today", y "It's Hard To Be A Saint in the City") fueron exclusivas para la caja recopilatoria.

## Premios y recepción
La recopilación ganó los Premios Grammy por Mejor diseño de embalaje. La revista Rolling Stone dijo que la caja recopilatoria "destacaba por encima del resto" y llamó el lanzamiento un "anunció prometedor" para el próximo lanzamiento de Bowie en CD de su anterior catálogo, RCA Records con Rykodisc, por el cual Bowie lanzó una gira de apoyo mundialmente.

## Lista de canciones
| Disco uno |                                                 |          |  |
| N.º       | Título                                          | Duración |  |
| 1.        | «Space Oddity» (demo version)                   | 5:09     |  |
| 2.        | «Wild Eyed Boy from Freecloud» (B-side version) | 4:58     |  |
| 3.        | «The Prettiest Star» (single version)           | 3:11     |  |
| 4.        | «London Bye, Ta-Ta» (mono version)              | 2:37     |  |
| 5.        | «Black Country Rock»                            | 3:35     |  |
| 6.        | «The Man Who Sold the World»                    | 3:58     |  |
| 7.        | «The Bewlay Brothers»                           | 5:23     |  |
| 8.        | «Changes»                                       | 3:34     |  |
| 9.        | «Round and Round» (B-side version)              | 2:43     |  |
| 10.       | «Moonage Daydream»                              | 4:40     |  |
| 11.       | «John, I'm Only Dancing» (sax version)          | 2:44     |  |
| 12.       | «Drive-In Saturday»                             | 4:31     |  |
| 13.       | «Panic in Detroit»                              | 4:27     |  |
| 14.       | «Ziggy Stardust» (live version)                 | 3:23     |  |
| 15.       | «White Light/White Heat» (live version)         | 4:23     |  |
| 16.       | «Rock 'n' Roll Suicide» (live version)          | 4:16     |  |
| 63:32     |                                                 |          |  |

| Disco dos |                                       |          |  |
| N.º       | Título                                | Duración |  |
| 1.        | «Anyway, Anyhow, Anywhere»            | 3:07     |  |
| 2.        | «Sorrow»                              | 2:53     |  |
| 3.        | «Don't Bring Me Down»                 | 2:06     |  |
| 4.        | «1984» (demo version)                 | 5:29     |  |
| 5.        | «Big Brother»                         | 3:23     |  |
| 6.        | «Rebel Rebel» (US single version)     | 3:00     |  |
| 7.        | «Suffragette City» (live version)     | 3:46     |  |
| 8.        | «Watch That Man» (live version)       | 5:08     |  |
| 9.        | «Cracked Actor» (live version)        | 3:31     |  |
| 10.       | «Young Americans» (US single version) | 5:13     |  |
| 11.       | «Fascination» (alternative take)      | 5:46     |  |
| 12.       | «After Today» (alternative take)      | 3:49     |  |
| 13.       | «It's Hard to Be a Saint in the City» | 3:48     |  |
| 14.       | «TVC 15»                              | 5:32     |  |
| 15.       | «Wild Is the Wind»                    | 6:00     |  |
| 61:31     |                                       |          |  |

| Disco tres |                                     |          |  |
| N.º        | Título                              | Duración |  |
| 1.         | «Sound and Vision»                  | 3:04     |  |
| 2.         | «Be My Wife»                        | 2:56     |  |
| 3.         | «Speed of Life»                     | 2:46     |  |
| 4.         | «“Helden”» (single version)         | 3:39     |  |
| 5.         | «Joe the Lion»                      | 3:07     |  |
| 6.         | «Sons of the Silent Age»            | 3:18     |  |
| 7.         | «Station to Station» (live version) | 8:53     |  |
| 8.         | «Warszawa» (live version)           | 6:49     |  |
| 9.         | «Breaking Glass» (live version)     | 3:30     |  |
| 10.        | «Red Sails»                         | 3:44     |  |
| 11.        | «Look Back in Anger»                | 3:06     |  |
| 12.        | «Boys Keep Swinging»                | 3:18     |  |
| 13.        | «Up the Hill Backwards»             | 3:15     |  |
| 14.        | «Kingdom Come»                      | 3:45     |  |
| 15.        | «Ashes to Ashes»                    | 4:24     |  |
| 59:34      |                                     |          |  |

## Posicionamiento
| Año  | Gráficas                            | Posición |
| ---- | ----------------------------------- | -------- |
| 1989 | Estados Unidos (Billboard 200)      | 97       |
| 2014 | Bélgica (Ultratop flamenca)         | 89       |
| 2014 | Reino Unido (UK Albums Chart)       | 63       |
| 2016 | Australia (Australian Albums Chart) | 72       |
| 2016 | Bélgica (Ultratop valona)           | 96       |
| 2016 | Nueva Zelanda (Recorded Music NZ)   | 9        |